# Germar Rudolf
Germar Rudolf (Limburg an der Lahn, 29 de octubre de 1964) es un químico, condenado en Alemania por negación del Holocausto.

## Biografía
Germar Rudolf estudió química en la Universidad de Bonn. En sus años universitarios frecuentó la Unión Alemana de Fraternidades de Estudiantes Católicos. Si bien en un comienzo era simpatizante de la Unión Demócrata Cristiana de Alemania, su oposición personal a la reunificación lo acercó al partido nacionalista de derecha Die Republikaner, del cual pasó a ser miembro temporal.
Hizo sus estudios de doctorado en el Instituto Max Planck, en Stuttgart a partir de 1990. Durante este período escribió el Informe sobre la formación y la verificabilidad de los compuestos de cianuro en las cámaras de gas de Auschwitz, conocido como el Informe Rudolf, por encargo del abogado defensor del negacionista Otto Ernst Remer. En este informe Rudolf afirma que en las cámaras de gas del campo de concentración de Auschwitz-Birkenau y en muestras tomadas de sus muros, solo hay pequeños residuos de Zyklon B, concluyendo que no pudo haberse dado un asesinato en masa en esos lugares por gaseamiento con el mencionado insecticida. El químico Richard Green y Jamie McCarthy, del Proyecto de Historia del Holocausto, criticaron el informe y dijeron que, al igual que Fred Leuchter en su informe, Rudolf no discriminó la formación de compuestos de cianuro a base de hierro, que no son un indicador confiable de la presencia de cianuro, por lo que su experimento fue gravemente defectuoso.
A consecuencia de estas actividades se abrió una investigación en su contra por negación de holocausto, y la Universidad de Stuttgart le denegó su examen final de doctorado por no reunir la necesaria dignidad académica. 
El 14 de noviembre de 2006 fue procesado. Se enfrentó al cargo de difamación de la memoria de los muertos. Rudolf ya había sido sentenciado a 14 meses de prisión por un caso similar en 1995, pero en aquella ocasión huyó del país y se trasladó a Estados Unidos. Su solicitud de asilo político fue rechazada y, finalmente, fue deportado a Alemania para ser procesado. La fiscalía pidió una pena de reclusión de 5 años así como la prohibición de poder abandonar Alemania en 20 años.